# François Balageas
François Balageas (* 13. Oktober 1943) ist ein französischer Politiker (Parti socialiste).
Balageas arbeitete zunächst als Maler und Dekorateur, dann als Technischer Gymnasiallehrer.
Von März 2001 bis April 2014 war er Bürgermeister der Gemeinde Eaubonne im Département Val-ďOise und von 2004 bis 2015 Vertreter im Generalrat für den Kanton Eaubonne.
Er ist Direktor der 2006 gegründeten Firma Ets Public Foncier du Val-d’Oise.